# Teano (córka Kisseusa)
Teano – w mitologii greckiej kapłanka Ateny w Troi. Córka Kisseusa, żona Antenora, matka Laodamasa.
Rodzina Antenora i Teano opowiadała się za pokojem i doradzała Helenie powrót do Greków. Z tego powodu zdołali się ocalić po zdobyciu miasta przez Achajów. Część przekazów podaje, że Antenor i Teano udali się, wspólnie z Eneaszem, do Italii, gdzie założyli Padwę.
W pieśni VI Iliady Homer opisuje, że Teano wspólnie z Hekubą i kobietami trojańskimi złożyła w świątyni Ateny ofiarny peplos i wznosiła modły, aby prosić boginię o ocalenie dla miasta. Ofiara została jednak odrzucona.